# SME Union
Die Small and Medium Entrepreneurs Union (SME UNION) war die europäische Mittelstands- und Wirtschaftsvereinigung der Europäischen Volkspartei, ihre Nachfolgeorganisation ist die SME Europe.
Die SME Union befindet sich nach eigenen Angaben mittlerweile in der Liquidationsphase und gilt somit offiziell als aufgelöst.

## Geschichte SME Union
Die Organisation wurde 1996 als „Netzwerk wirtschaftsfreundlicher, christdemokratischer, konservativer und Mitte-rechts-Politiker sowie politischer Organisationen“ gegründet. Ihre Ziele waren eine Reform der rechtlichen Rahmenbedingungen für Klein- und Mittelunternehmen in ganz Europa sowie die Unterstützung und Vertretung derer Interessen. Im August 2012 wurde sie aufgelöst.
Berühmtester Präsident war Jacques Santer (2003 bis 2005). Letzte Präsidentin der SME Union war ab 2011 die bulgarische EU-Abgeordnete Nadeschda Nejnski.
Aus den deutschsprachigen Staaten waren der Österreichische Wirtschaftsbund, die Mittelstands-Union der CSU sowie die Mittelstands- und Wirtschaftsvereinigung der CDU/CSU Mitglieder der SME Union.

## SME Europe
Nachfolgeorganisation ist die SME Europe.
Ihr Präsident ist Ivan Štefanec, Vizepräsidentin aus dem deutschen Sprachraum Angelika Winzig.
Wie bereits in der Vorgängerorganisation, sind auch bei der SME Europe, aus den deutschsprachigen Staaten, die Mittelstands- und Wirtschaftsvereinigung der CDU/CSU, die Mittelstands-Union der CSU nochmals eigenständig sowie der Österreichische Wirtschaftsbund Mitglieder.